# 萧瑾 (1908年)
萧瑾（1908年—？），原名萧无悔，男，祖籍四川三台，生于山东济南，中国铁路勘测设计专家，曾任铁道部第三勘测设计院总工程师。

## 家庭
父亲萧龙友。